# Кванмьонсон-4
Кванмьонсон-4 (Хангыль:광명성 4호, Ханча: 光明星 4號, «Яскрава зірка-4») — четвертий із серії штучних супутників Землі КНДР. Виведений на орбіту 7 лютого 2016 року ракетою-носієм, розробленим в КНДР.

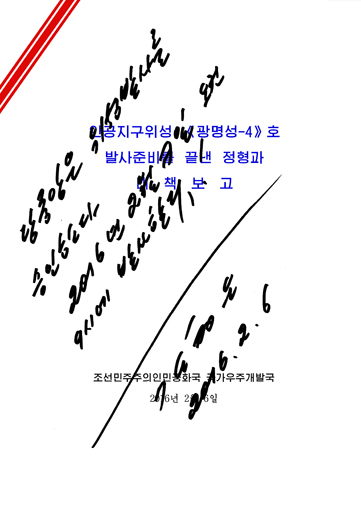
Наказ про запуск супутника, підписаний Кім Чен Ином

Центральне телебачення КНДР у спеціальному повідомленні розповіло про успішний запуск ракети, яка доставила супутник на цільову орбіту. Влада КНДР запевнила, що має намір і далі запускати супутники в космос. Запуск був проведений за наказом лідера Північної Кореї Кім Чен Ина. Запуск ракети із супутником був здійснений з космодрому Сохе на західному узбережжі КНДР. Супутник призначений для спостереження за земною поверхнею.
Міноборони Південної Кореї заявило, що ракета не вивела супутник і впала на відстані 790 км від місця запуску.
Міністерство оборони США підтвердило виведення супутника на орбіту, проте сигнали супутник не подає і хаотично обертається. Пізніше з'явилися повідомлення про стабілізацію північнокорейського супутника на орбіті, але він як і раніше «мовчить» .
22 лютого представник Міноборони РФ повідомив, що супутник успішно виведений на геостаціонарну орбіту і приступив до роботи . Згідно з отриманими даними, супутник «Кванмьонсон-4» приступив до зондування Землі і може вирішувати розвідувальні (шпигунські) завдання .

## Міжнародна реакція
Запуск викликав несхвальні міжнародні відгуки. Міністерство закордонних справ України «рішуче засуджують та вважають неприйнятними та провокаційними дії Корейської Народно-Демократичної Республіки, пов'язані із запуском 7 лютого 2016 року так званого штучного супутника „Кванмьонсон-4“, який може бути прихованим випробовуванням балістичного ракетоносія.»